# Mount Sterling, Illinois
Mount Sterling är en ort i den amerikanska delstaten Illinois med en yta av 2,8 km² och en folkmängd, som uppgår till 2 070 invånare (2000). Mount Sterling är administrativ huvudort i Brown County, Illinois.

## Kända personer från Mount Sterling
- John James McDannold, kongressledamot